# 西南圆头蒿
西南圆头蒿（学名：Artemisia sinensis），別名爲长柄蒿（四川），为菊科蒿属的植物，为中国的特有植物。分布在中国大陆的青海、云南、四川、西藏等地，生长于海拔2,600米至3,950米的地区，多生于林缘、亚高山草原、灌丛、高山及路旁，目前尚未由人工引种栽培。
其种加词“sinensis”意为“中华的”。